# Macskajáték
Macskajáték (dt. Katzenspiel) ist ein ungarisches Filmdrama von Károly Makk aus dem Jahr 1974. Es beruht auf dem Kurzroman Katzenspiel von István Örkény.

## Handlung
Giza lebt unweit von München bei ihrem Sohn Michael, dessen Frau und ihren zwei Enkeln. Sie ist aus Ungarn in die Bundesrepublik gekommen und nun bereits im Rentenalter. Ihr Gesundheitszustand ist leidlich. Sie steht in regem Briefkontakt zu ihrer jüngeren Schwester Erzsi, die in Budapest geblieben ist und dort als Musiklehrerin arbeitet. Zudem kocht sie für ein jüngeres Ärzte-Ehepaar. Sie ist verwitwet und hat eine Tochter, bei der sie gelegentlich zum Essen eingeladen wird. Tochter Ilona ist mit dem Arzt Joseph verheiratet, hat jedoch keine Kinder. Erzsi fühlt sich daher unnütz. Selten telefonieren die Schwestern miteinander.
Erzsi ist auf der Suche nach einem bestimmten Foto, das beide Schwestern im Jugendalter zeigt. Giza hat das Foto nicht und vermutet, dass es verlorengegangen ist. Erzi berichtet Giza in ihren Briefen von Paula, die sie wiedergetroffen hat. Einst hat Paula sie und ihren Mann Béla im Zweiten Weltkrieg vor dem Verhungern bewahrt. Nun übt sie einen nicht unwesentlichen Einfluss auf Erzsi aus, bringt sie dazu, sich die Haare zu färben, und schenkt ihr ein Kleid. Giza reagiert in der Ferne eifersüchtig, entschuldigt sich jedoch in einem späteren Brief dafür. Erzsi wiederum berichtet Paula in einem Treffen auch von Opernsänger Viktor Csermlényi und ihrer Liebe zur Musik. Erzsi und Viktor waren seit ihrer Jugend ein Paar und hielten ihre Affäre auch aufrecht, als Erzsi bereits mit Béla verheiratet war. Erst nach einer komplizierten Operation Bélas brach Erzsi den Kontakt zu Viktor ab. Nun wiederum sehen sie sich jeden Donnerstag, wenn Erzsi für ihn kocht. Ihre Liebe ist beständig, wenn auch unausgesprochen.
Mit ihrer Musikklasse besucht Erzsi eine Vorstellung von Boris Godunow, geht jedoch kurz nach Vorstellungsbeginn, weil sie die Musik nicht ertragen kann – Viktor sang die Rolle einst und es war eine seiner besten Vorstellungen. Zu Hause trifft sie Viktor an, der ihr Rosen schenkt und für sie singt. Er will nicht akzeptieren, dass er mit 71 Jahren nicht mehr die gleiche Stimmgewalt hat wie früher, und es schmerzt Erzsi, ihn so zu sehen. Kurz darauf wird ihr beruflicher Alltag gestört. Weil ihre Schülerinnen wütend auf sie sind, dass sie sie in der Oper alleingelassen hat, singen sie bei einem Auftritt vor dem Schuldirektor absichtlich falsch. Der Direktor legt Erzsi daraufhin nahe, sich im Herbst pensionieren zu lassen. Mit Paula geht Erzsi kurz darauf zu einem Konzert von Viktor. Paula hat Interesse daran gezeigt, den großen Sänger von einst kennenzulernen. Erzsi erfährt später von Viktor, dass er Paula per Taxi nach Hause gefahren hat. Beide haben lange miteinander gesprochen. Erzsi reagiert eifersüchtig, will ein geplantes Essen am Donnerstag zunächst absagen, überwindet sich dann dennoch, nur um am Abend von Viktor zu erfahren, dass angeblich eine Probe länger als geplant dauert, er also nicht kommen kann. Erzsi wirft wütend das Essen weg. Ihr Dienstmädchen Mousey schreibt Giza kurz darauf, dass sie sich Sorgen um Erzsi mache, die möglicherweise einen Nervenzusammenbruch erlitten habe. Giza versucht, Erzsi telefonisch zum Umzug zu ihr zu überreden, doch lehnt Erzsi dies ab, weil sie in Budapest sterben will. Von ihrem Schwager erhält sie ein Rezept für neue Schlafmittel, Briefe beantwortet sie nicht mehr und stöpselt das Telefon ab.
Giza schreibt einen Brief an Mousey, in dem sie ihr mitteilt, dass sie in zwei Tagen operiert werde. Erzsi wiederum beginnt zahlreiche Briefe an Giza, die sie nie abschickt. In ihnen beschreibt sie, wie sie zu Viktor gegangen ist und ihn mit Paula beim Essen antraf. Sie habe in Wut sämtliche Essensschüsseln vom Tisch gestoßen und sei gegangen. Auf ihre späteren Anrufe habe er nicht reagiert. Auch ein Versuch, ihn auf einem seiner Konzerte zu sprechen, scheiterte. Sie gesteht Giza, dass sie Viktor liebt, und bittet um die Organisation einer Konzerttournee für ihn durch die Bundesrepublik. Nachdem sie einige Tage apathisch im Bett und beim Schreiben unvollendeter Briefe verbracht hat, nimmt Erzsi eine Überdosis Schlaftabletten. Sie bricht zusammen, stirbt aber nicht. Ein Telegramm ihres Neffen teilt ihr mit, dass Giza verstorben sei. Paula schickt ihr kurz darauf einen Brief mit dem Foto, das Erzsi lange gesucht hat. Sie habe es in Viktors Sachen gefunden. Erzsi nimmt das Foto und bringt es an Giza adressiert zur Post.

## Produktion
Macskajáték beruht auf dem Kurzroman Katzenspiel von István Örkény aus dem Jahr 1964, der 1971 auch als Theaterstück realisiert wurde. Die Rolle der Giza sollte ursprünglich von Mária Mezei gespielt werden, die jedoch kurz vor Beginn der Dreharbeiten absprang. Sie wurde durch Elma Bulla ersetzt, die die Rolle der Giza bereits am Theater gespielt hatte. Die Kostüme schuf Nelly Vágó, die Filmbauten stammen von József Romvári. Der Film erlebte am 10. Mai 1974 auf den Internationalen Filmfestspielen von Cannes seine Premiere.

## Auszeichnungen
Macskajáték lief auf den Internationalen Filmfestspielen von Cannes 1974 im Wettbewerb um die Goldene Palme. Der Film erhielt 1975 eine Oscar-Nominierung in der Kategorie Bester fremdsprachiger Film.